# Ерік Юган Стаґнеліус
Ерік Юган Стаґнеліус (швед. Erik Johan Stagnelius; 14 жовтня 1793 — 3 квітня 1823, Стокгольм) — шведський поет, драматург і філософ; прагнув об'єднати вчення Шеллінга з гностичною містикою.

## Життєпис
Ерік Юган Стаґнеліус народився 14 жовтня 1793 року. Його корені походять від священиків як по батьківській так і по материнській лінії. Його батько, Магнус Стаґнеліус, був ад'юнкт-професором грецької мови, а потім єпископом єпархії Кальмара. Його мати була дочкою вікарія. У Еріка було три брати і дві сестри. Його батьки переїхали у 1810 році в Кальмар, де він пішов у середню школу. 
Восени 1811 року він став студентом в Університеті Лунда і залишався там протягом одного семестру. Після випускного вечора в квітні 1812 року він переїхав в Уппсалі і закінчив там навчання в 1814 році. У 1815 році він почав працювати в офісі в Стокгольмі, був клерком від 1818 до 1822 рр. Він жив у простих умовах в Стокгольмі до кінця свого життя. Іноді відвідував малу батьківщину. Про життя письменника небагато відомостей, тому про нього більше говорять, як про автора творів. 
8 березня 1823 року був заарештований за пияцтво, є інформація, що був він психічно неврівноваженим і потворним, що загалом властиво романтичним геніям.

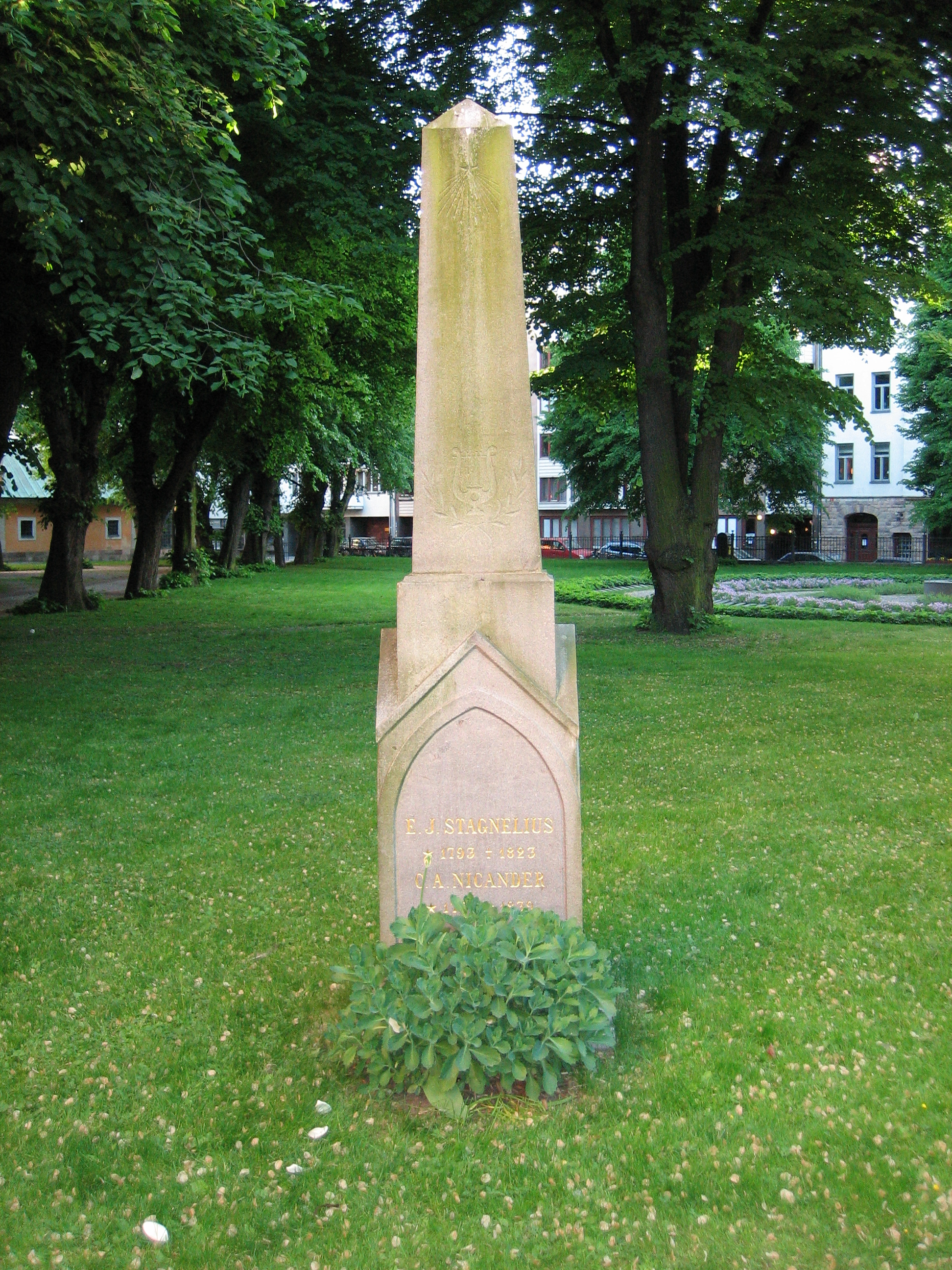
Надгробок Стаґнеліуса на цвинтарі Марії Магдалини в Стокгольмі

## Творчість
Літературну славу Стаґнеліусу принесла його поема «Володимир Великий» (швед. Wladimir den Store, 1817), присвячена російському імператорові Олександру I. Поема оповідає про хрещення Русі та любов князя Володимира до візантійської принцеси Ганни. Письменник протиставив святу Русь безбожній Франції, кинувши тим самим виклик шведським лібералам. 
Інші видатні твори Стаґнеліуса: цикл віршів «Лілії Сарона» (швед. Liljor i Saron, 1821-22), трагедія в класичному стилі «Вакханки» (швед. Bacchanterna), трагедії у північному стилі «Висбур» (швед. Visbur) та «Сіґурд Рінґ» (швед. Sigurd Ring), драми «Лицарська вежа» (швед. Riddartornet), «Римська блудниця» (швед. Glädjeflickan i Rom), «Любов після смерті» (швед. Kärleken efter döden) і релігійна трагедія «Мученики» (швед. Martyrerna, 1821), де виражений погляд на життя як на страждання так і на покарання. 
Стаґнеліус написав також ряд невеликих пісень у народному дусі. За наполяганням колеги Нільса фон Розенштайн він брав участь, у 1818 році, в конкурсі Шведської Академії з «Піснею про жінок в країнах Північної Європи», і особисто отримав другу премію.
В інших піснях 1812—1815 роках він оспівав сучасні події війни, битви під Саламанки (1812), Віторії (1813) та Ватерлоо (1815).
Його поезія сповнена пристрасті, захопленням славою. Стаґнеліус вплинув на розмаїття творчості інших шведських поетів.